# Tlilapan
Tlilapan là một đô thị thuộc bang Veracruz, México. Năm 2005, dân số của đô thị này là 4536 người.